# رونالد بيلي
رونالد بيلي (30 يوليو 1923 في المملكة المتحدة - 28 سبتمبر 1990 في المملكة المتحدة) (بالإنجليزية: Ronald Bailey)‏ هو لاعب كريكت بريطاني (وحمل سابقاً جنسية المملكة المتحدة لبريطانيا العظمى وأيرلندا). لعب مع Kent County Cricket Club ‏.

## وصلات خارجية
- رونالد بيلي على موقع إي آس بي آن كريك إنفو (الإنجليزية)